# Congreso por la Democracia y el Progreso
El Congreso por la Democracia y el Progreso (Congrès pour la Démocratie et le Progrès) fue el partido político gobernante de Burkina Faso durante el régimen de Blaise Compaoré. Fue fundado por este durante el golpe de Estado de 1987 contra Sankara con el nombre de Organización por la Democracia y el Progreso que cambió en 1996. Entre 2002 y 2015 fue presidido por Roch Marc Christian Kaboré, año en que asumió Eddie Komboïgo como su presidente.

## Historia
Fue fundado por la fusión de la Organización por la Democracia Popular - Movimiento del Trabajo con la Convención Nacional de Patriotas Progresistas / Partido Socialdemócrata (CNPP/PSD), Grup de Demòcrates Revolucionaris (GDR), Movimiento por la Democracia Socialista (MDS), Partido de Acción por el Liberalismo en Solidaridad (PACTILS), Partido por la Democracia y la Reunión (PDR), Reunión de Socialdemócratas Independientes (RSI), Unión de Socialdemócratas (UDS), Unión de Demócratas y Patriotas de Burkina (UDPB) y facciones de los Grupos de Demócratas Patriotas (GDP) y el Bloque Socialista Burkinés (BSB).
El partido inicialmente aseguraba ser un partido de ideología marxista, pero pronto Compaoré lo convirtió en un partido vacío de ideología al servicio de su poder. Oficialmente abandonó el marxismo y la lucha de clases y se definió como socialdemócrata el 1 de agosto de 1997. Desde el restablecimiento del cargo de primer ministro en 1992, todos los Primeros Ministros de Burkina Faso han sido miembros de este partido, como también de la mayoría de los otros cargos nacionales y de los escaños del Parlamento de Burkina Faso.
El CDP celebró su sexto congreso ordinario en Uagadugú del 9 al 10 de mayo de 2015. Eddie Komboïgo, un empresario que había sido diputado en la Asamblea Nacional antes de su disolución en 2014, fue elegido presidente del CDP, mientras que Compaoré fue designado presidente honorario.
El 11 de julio de 2015, Komboïgo fue designado candidato del CDP para las elecciones presidenciales de octubre de 2015. Posteriormente , Komboïgo fue excluido de la candidatura y el CDP no tenía candidato presidencial; sin embargo, ganó 18 de los 127 escaños en las elecciones parlamentarias concurrentes. Mientras tanto, los líderes del partido fueron acusados de participar en el fallido golpe de septiembre de 2015., lo que provocó la detención de Komboïgo y del vicepresidente del partido, Léonce Koné. Junto con varios otros partidos de oposición, el CDP formó la Coalición por la Democracia y la Reconciliación Nacional el 16 de octubre de 2016; buscando promover la reconciliación política, estaba compuesto principalmente por fuerzas que habían respaldado a Compaoré. La coalición se opuso al presidente Roch Marc Christian Kaboré y al gobernante Movimiento Popular para el Progreso (MPP), pero se diferenciaba de la principal coalición de oposición, la Coalición de Fuerzas Democráticas para el Cambio Real liderada por Zéphirin Diabré.
El 19 de abril de 2017, la CDP criticó el próximo juicio de Compaoré ( in absentia ) y miembros de su gobierno en relación con los esfuerzos para reprimir las protestas de octubre de 2014 que llevaron a la caída del gobierno. Según la CDP, el juicio fue una " caza de brujas " por motivos políticos y "una clara violación del estado de derecho".

## Historial electoral

### Elecciones presidenciales
Han apoyado a su líder Blaise Compaoré, en todas las elecciones presidenciales: 1998, 2005 y 2010, logrando en ellas el 87,52%, 80,35% y 80,15% respectivamente, dominando absolutamente la política nacional.
El 11 de julio de 2015, Eddie Komboïgo fue designado como candidato del partido a la elección presidencial de octubre de 2015.

### Elecciones parlamentarias
En las elecciones legislativas para conformar la Asamblea Nacional de Burkina Faso ha sido de igual forma el dominio del CDP en el país. En las elecciones de 2012 obtuvieron 70 de 127 escaños parlamentarios, habiendo logrado 1 467 749 sufragios (48,66%).
En las anteriores elecciones para la Asamblea, mantuvieron un importante liderazgo. En las elecciones de 1997 llegaron al 68,1% de los votos asegurando 101 de los 111 escaños. Para los comicios de 2002 consiguieron un 49,5% con 57 diputados.
En 2007, volvieron a aumentar sus parlamentarios a 73 de los 11 cupos a escoger para la formación de la Asamblea Nacional.

## Historial electoral

### Presidencial
| Elección | Candidato       | Votos     | %      | Resultado |
| -------- | --------------- | --------- | ------ | --------- |
| 1998     | Blaise Compaoré | 1,996,151 | 87.5%  | Electo    |
| 2005     | Blaise Compaoré | 1,660,148 | 80.35% | Electo    |
| 2010     | Blaise Compaoré | 1,358,941 | 80.2%  | Electo    |
| 2020     | Eddie Komboïgo  | 442,742   | 15.48% | No electo |

### Asamblea Nacional
| Año  | Votos     | %     | Escaños |
| ---- | --------- | ----- | ------- |
| 1997 | 1 449 082 | 68,6  | 101/111 |
| 2002 | 862 119   | 49,52 | 57/111  |
| 2007 | 1 373 078 | 58,85 | 73/111  |
| 2012 | 1 467 749 | 48,66 | 70/127  |
| 2015 | 417 058   | 13,20 | 18/127  |
| 2020 | s/i       | s/i   | 20/127  |